# 家宅六神
日本的家宅六神（日语：かたくろくしん）乃指神道中構成屋宅並守護的六位神祇總稱：石土毘古神（いわつちびこのかみ）、石巢比賣神（いわすひめのかみ）、大戶日別神（おおとひわけのかみ）、天之吹男神（あめのふきおのかみ）、大屋毘古神（おおやびこのかみ）、風木津別之忍男神（かざもつわけのおしおのかみ）等。

## 概要

### 石土毘古神
依據《記紀》二書的記載，伊邪那岐命及伊邪那美命產完日本眾島後，接著繼續產神，故生下大事忍男神之後為石土毘古神（いわつちびこのかみ），代表構成住宅的石、土等基本元素。

### 石巢比賣神
次之為石巢比賣神（いわすひめのかみ），石巢即為石砂。因前一個「毘古神」可寫作「彥神」，為男神；故這個「比賣神」另可寫作「姬神」，為女神，兩者相互對應。另外，江戶時代國學專家平田篤胤所著之《古史傳》認為，前述二神即為上筒男神的別名。

### 大戶日別神
再次之為大戶日別神（おおとひわけのかみ），按「大戶」即為住宅的出入口，但此神明的性別不明。江戶時代國學專家本居宣長所撰之《古事記傳》認為，此神明就是大直毘神。

### 天之吹男神
第四個產下的神為天之吹男神（あめのふきおのかみ），「吹」在日語中即是修葺屋頂的動作；《古事記傳》認為此神祇與神道祭祀用的祝禱文《大祓詞》內出現的氣吹戶主（いぶきどぬし）應為同一人。

### 大屋毘古神
接著產下大屋毘古神（おおやびこのかみ），代表修葺完成的屋頂。此神明與掌管厄災的禍津日神為同一人，另外五十猛神的別名也叫大屋毘古神。

### 風木津別之忍男神
最後一位則為風木津別之忍男神（かざもつわけのおしおのかみ），其神名代表使家宅更堅固，免得被暴風吹倒。

## 內部連結
- 家神
- 家堂五神
- 灶君
- 土地神
- 門神
- 財神
- 伯益
- 禍津日神
- 五十猛神

## 外部連結
- （日語）石土毘古神（页面存档备份，存于）
- （日語）神社人：古事記～［２］神生みのおはなし（页面存档备份，存于）